# アイドル・モーメンツ
『アイドル・モーメンツ』（Idle Moments）は、アメリカ合衆国のジャズ・ギタリスト、グラント・グリーンが1963年に録音・1965年に発表したスタジオ・アルバム。

## 解説
「ジャンゴ」はモダン・ジャズ・カルテットのカヴァーで、グリーンは以前より、この曲を録音したいと考えていたという。1963年11月4日のセッションで、いったん全4曲が録音されたが、本作でサイドマンを務めたデューク・ピアソンによれば、収録時間が長すぎたため、一部の曲を録り直すことになった。なお、一部の再発CDには、「ジャン・ド・フルール」および「ジャンゴ」の別テイクも収録された。
スティーヴ・ヒューイはオールミュージックにおいて満点の5点を付け「グリーンのハード・バップ・セッションとしては最高峰で、最大限の表現力が披露されており、彼は温かみのある曲、クールな曲、少々テンポの早い曲のいずれにおいても優雅な演奏を披露している」と評している。また、スコット・ヤナウは「ハード・バップとは何か?」というコラムにおいて、本作を「ハード・バップの名盤17」の一つとして挙げている。

## 収録曲
1. アイドル・モーメンツ - "Idle Moments" (Duke Pearson) - 14:54
2. ジャン・ド・フルール - "Jean De Fleur" (Grant Green) - 6:50
3. ジャンゴ - "Django" (John Lewis) - 8:46
4. ノマド - "Nomad" (D. Pearson) - 12:14

### リマスターCDボーナス・トラック
1. "Jean De Fleur (Alternate Version)" (G. Green) - 8:05
2. "Django (Alternate Version)" (J. Lewis) - 13:12

## 参加ミュージシャン
- グラント・グリーン - ギター
- ジョー・ヘンダーソン - テナー・サクソフォーン
- デューク・ピアソン - ピアノ
- ボビー・ハッチャーソン - ヴィブラフォン
- ボブ・クランショウ（英語版） - ベース
- アル・ヘアウッド - ドラムス